# Teppei Takano
Teppei Takano (jap. 高野 鉄平, Takano Teppei; * 25. November 1983 in Minakami, Landkreis Tone, Präfektur Gunma) ist ein ehemaliger japanischer Skispringer.

## Werdegang
Sein erstes internationales Springen bestritt Takano am 5. September 2001 in Sapporo im Rahmen des Sommer-Grand-Prix, das er als 23. beendete. Am 15. Dezember 2001 startete er erstmals im Continental Cup im finnischen Lahti und konnte bereits in seinem ersten Springen COC-Punkte erreichen. Im zweiten Springen wurde er sogar Fünfter. Aufgrund dieser Leistung wurde er für den 21. Dezember für das Weltcup-Springen in Predazzo nominiert und erreichte auf der Großschanze den 43. Platz. Nur fünf Tage später konnte er in St. Moritz sein erstes COC-Springen gewinnen.
Am 25. Januar 2003 gewann er beim Weltcup-Springen in Sapporo mit dem 16. Platz auf der Großschanze seine ersten Weltcup-Punkte. Es war zudem die höchste Einzelplatzierung in einem Weltcup-Springen bis dahin in seiner Karriere. Am 9. Februar konnte es diese mit dem neunten Platz in Willingen erneut verbessern. Bei den Nordischen Skiweltmeisterschaften 2003 im Val di Fiemme erreichte er auf der Normalschanze den 26. Platz. Eine Woche später konnte er im Weltcup-Teamspringen im norwegischen Oslo gemeinsam mit Kazuyoshi Funaki, Hideharu Miyahira und Noriaki Kasai den vierten Platz erreichen.
In der Saison 2003/04 ging Takano fast ausschließlich im Continental Cup an den Start. Am 25. Juli 2003 gelang ihm dabei in Park City sein zweiter COC-Sieg. Im Weltcup 2003/04 nahm er nur in Sapporo teil. Dabei belegte er die Plätze 49 und 17. Im Sommer 2004 nahm er zum letzten Mal an COC-Springen teil. Seine einzigen internationalen Wettbewerbe im Winter 2004/05 waren zwei FIS-Rennen in seiner Heimat Sapporo im März 2005.
In den Jahren 2006 und 2007 war ein FIS-Cup-Springen, das jeweils März des Jahres in Sapporo ausgetragen wurde, die einzigen FIS-Wettbewerbe, an denen er teilnahm. Im März der Jahre 2008 und 2009 startete er erneut bei FIS-Rennen in Sapporo, die seine letzten internationalen Skisprung-Wettbewerbe waren.

## Erfolge

### Continental-Cup-Siege im Einzel
| Nr. | Datum             | Ort        | Typ           |
| --- | ----------------- | ---------- | ------------- |
| 1.  | 26. Dezember 2001 | St. Moritz | Normalschanze |
| 2.  | 25. Juli 2003     | Park City  | Großschanze   |

## Statistik

### Weltcup-Platzierungen
| Saison  | Platz | Punkte |
| ------- | ----- | ------ |
| 2002/03 | 47.   | 50     |
| 2003/04 | 61.   | 14     |

### Vierschanzentournee-Platzierungen
| Saison  | Platz | Punkte |
| ------- | ----- | ------ |
| 2001/02 | 68.   | 68,5   |

### Grand-Prix-Platzierungen
| Saison | Platz | Punkte |
| ------ | ----- | ------ |
| 2001   | 51.   | 08     |